# Laudakia tuberculata
Laudakia tuberculata är en ödleart som beskrevs av  Gray 1827. Laudakia tuberculata ingår i släktet Laudakia och familjen agamer. Inga underarter finns listade i Catalogue of Life.